# Eva-Stina Byggmästar
Eva-Stina Byggmästar, född 1967 i Jakobstad, är en finlandssvensk poet, konstnär och essäist. 
Eva-Stina Byggmästar debuterade 1986 och tog studenten vid Nykarleby gymnasium samma år, varefter hon bedrev konststudier 1986–1989. Diktsamlingen Men hur små poeter finns det egentligen nominerades till Augustpriset 2008. År 2012 tilldelades hon Gustaf Fröding-sällskapets lyrikpris. Hennes böcker utkommer i Sverige på Wahlström & Widstrand och Fri Press, och i Finland på Söderströms (idag Schildts & Söderströms), Minimal förlag och Marginal förlag.  

## Priser och utmärkelser
- 1987 – Finlands svenska författareföreningens debutantpris
- 1995 – Rundradions litteraturpris Den dansande björnen
- 1998 – Guldprinsen
- 1998 – Sveriges Radios Lyrikpris
- 1988, 1992, 2002, 2006 – Svenska litteratursällskapets pris[5]
- 2001, 2004, 2005 – Svenska Akademiens donationsfond
- 2006 – Finlands svenska televisions litteraturpris
- 2007 – Gerard Bonniers lyrikpris
- 2008 – Topeliuspriset, Nykarleby stad
- 2009 – Karl Vennbergs pris[6]
- 2012 – Gustaf Fröding-sällskapets lyrikpris[7]
- 2013 – Bellmanpriset, Svenska Akademien[8]
- 2013 – Sigtunastiftelsens författarstipendium
- 2014 – Choraeuspriset, Olof och Siri Granholms stiftelse[9]
- 2018 – Aniarapriset, Svensk Biblioteksförening[10]
- 2025 – De Nios Stora Pris[11]